# イバノン・コフィー
イバノン・アンジェリノ・コフィー（Ivanon Angelino Coffie, 1977年5月16日 - ）は、オランダ領アンティルのキュラソー島ウィレムスタッド出身の元プロ野球選手（内野手）。右投左打。

## 経歴
1995年にボルチモア・オリオールズと契約し、1996年にルーキー級ガルフ・コーストリーグ・オリオールズデビュー。
2000年はAA級ボウイ・ベイソックスで開幕を迎え、AAA級ロチェスター・レッドウイングスに昇格し、7月にメジャーデビューを果たした。23試合に出場し、打率.217、0本塁打、6打点の成績を残した。
2001年はメジャー昇格はなく、この年限りでオリオールズを退団。
2002年はシカゴ・カブス傘下AAA級アイオワ・カブスでプレー。
2003年はセントルイス・カージナルス傘下、独立リーグ、古巣のオリオールズ傘下と所属球団を転々とした。
2004年はヒューストン・アストロズ傘下AA級ラウンドロック・エクスプレスでプレーし、8月に行われたアテネオリンピックの野球競技オランダ代表に選出された。
2005年からはオランダの野球リーグであるホーフトクラッセでプレー。また2006年3月には、第1回ワールド・ベースボール・クラシック（WBC）のオランダ代表に選出された。
2007年は、台湾・中華職業棒球大聯盟（CPBL）の誠泰コブラズに入団。11本塁打を記録した。チームが米迪亜ティー・レックスとなった2008年も残留するも、開幕直後の3月29日に退団した。退団後はアメリカ独立リーグ、オランダのホーフトクラッセでプレー。
2009年からはイタリアンベースボールリーグに活動の場を移し、2010年まで所属し現役を引退した。
現役引退後はオハイオ州で野球教室を運営。

## プレースタイル・人物
長打力を武器としたパワーヒッターである。守備面では、動きも良く強肩ではあるものの安定感に欠ける。

## 詳細情報

### 年度別打撃成績
| 年 度     | 球 団       | 試 合 | 打 席 | 打 数 | 得 点 | 安 打 | 二 塁 打 | 三 塁 打 | 本 塁 打 | 塁 打 | 打 点 | 盗 塁 | 盗 塁 死 | 犠 打 | 犠 飛 | 四 球 | 敬 遠 | 死 球 | 三 振 | 併 殺 打 | 打 率 | 出 塁 率 | 長 打 率 | O P S |
| --------- | ----------- | ----- | ----- | ----- | ----- | ----- | -------- | -------- | -------- | ----- | ----- | ----- | -------- | ----- | ----- | ----- | ----- | ----- | ----- | -------- | ----- | -------- | -------- | ----- |
| 2000      | BAL         | 23    | 67    | 60    | 6     | 13    | 4        | 1        | 0        | 19    | 6     | 1     | 0        | 0     | 1     | 5     | 0     | 1     | 11    | 3        | .217  | .284     | .317     | .600  |
| 2007      | 誠泰 米迪亜 | 40    | 180   | 146   | 37    | 38    | 9        | 0        | 11       | 80    | 33    | 0     | 0        | 0     | 1     | 24    | 0     | 9     | 34    | 1        | .260  | .394     | .548     | .942  |
| 2008      | 誠泰 米迪亜 | 5     | 20    | 15    | 4     | 5     | 3        | 0        | 0        | 8     | 1     | 0     | 0        | 0     | 1     | 4     | 0     | 0     | 4     | 1        | .333  | .450     | .533     | .983  |
| MLB：1年  | MLB：1年    | 23    | 67    | 60    | 6     | 13    | 4        | 1        | 0        | 19    | 6     | 1     | 0        | 0     | 1     | 5     | 0     | 1     | 11    | 3        | .217  | .284     | .317     | .600  |
| CPBL：2年 | CPBL：2年   | 45    | 200   | 161   | 41    | 43    | 12       | 0        | 11       | 88    | 34    | 0     | 0        | 0     | 2     | 28    | 0     | 9     | 38    | 2        | .267  | .400     | .547     | .947  |

- 誠泰（誠泰コブラズ）は、2008年に米迪亜（米迪亜ティー・レックス）に球団名を変更

### 背番号
- 29 （2000年）
- 20 （2007年）
- 24 （2008年）

### 代表歴
- アテネオリンピック野球オランダ代表
- 2006 ワールド・ベースボール・クラシック・オランダ代表